# Paul Harvier
Paul Eugène Harvier (né le 26 avril 1880 à Troyes et mort le 24 mars 1960 à Neuilly-sur-Seine) est un médecin français, professeur de la faculté de médecine de Paris.

## Biographie
Son père était bonnetier et sa mère brodeuse. Après des études primaires et secondaires à Troyes, il s'installe à Paris où il s'inscrit à la faculté de médecine. Il est externe des hôpitaux en 1900 et interne des hôpitaux en 1905, élève de Achille Souques, il est surtout attaché à Paul Carnot.
Docteur en médecine en 1909, il est Chef de clinique des maladies infantile en 1911.
En 1914, il est mobilisé comme médecin aide major, il termine comme médecin chef de l'hôpital de Coulommiers décoré de la Croix de guerre 1914-1918.
Au cours de sa carrière hospitalière, il est médecin des hôpitaux de Paris en 1919 et agrégé de médecine générale en 1923. Chef de service à Bicêtre en 1922, il est ensuite à l'Hôpital Beaujon (1928), La Pitié (1935) et Cochin (1941).
Il est nommé professeur de thérapeutique en 1935, puis professeur de clinique médicale en 1941. Mobilisé en 1940 comme médecin colonel, médecin-chef de la 8e division à Dijon, son attitude pendant le conflit lui vaudra la Croix de guerre 39-45. Il est professeur honoraire en 1951.
Membre de l'Académie nationale de médecine en 1940, il en devient le vice-président en 1959.

## Travaux
Dans sa thèse de doctorat (1909), il démontre que la tétanie n'est qu'un syndrome, et que l'insuffisance parathyroïdienne n'en est pas la seule cause.
Il doit sa réputation à ses recherches menées de 1919 à 1925 sur l'origine virale de l'encéphalite épidémique.
On lui doit de nombreux travaux et publications dans Paris Médical, Revue Neurologique, Encyclopédie Médico-Chirurgicale thérapeutique. Il est l'auteur d'un manuel de pathologie digestive paru chez Masson en 1935, et le fondateur en 1951 de la revue médicale La Revue du Praticien.

## Distinctions
- Légion d'honneur :  commandeur le 7 juillet 1951
- Croix de guerre 1914-1918
- Croix de guerre 1939-1945
- Médaille interalliée 1914-1918
- Médaille commémorative de la guerre 1914-1918